# 雷纳托·布索
雷纳托·布索（義大利語：Renato Buso，1969年12月19日—），意大利男子足球运动员，司职中场、前锋。他曾代表意大利国奥队参加1992年夏季奥林匹克运动会足球比赛，获得第七名。